# 凯拉半岛站
凯拉半岛地铁站（芬蘭語：Keilaniemen metroasema），是芬兰赫爾辛基地鐵西线地铁延展线上的地下车站。该站为埃斯波市境内最东段的地铁站，再往东走就是赫尔辛基市境内的白桦岛站。该站位于阿尔托大学站东南1.4公里、白桦岛站西边2.3公里处。

## 图集

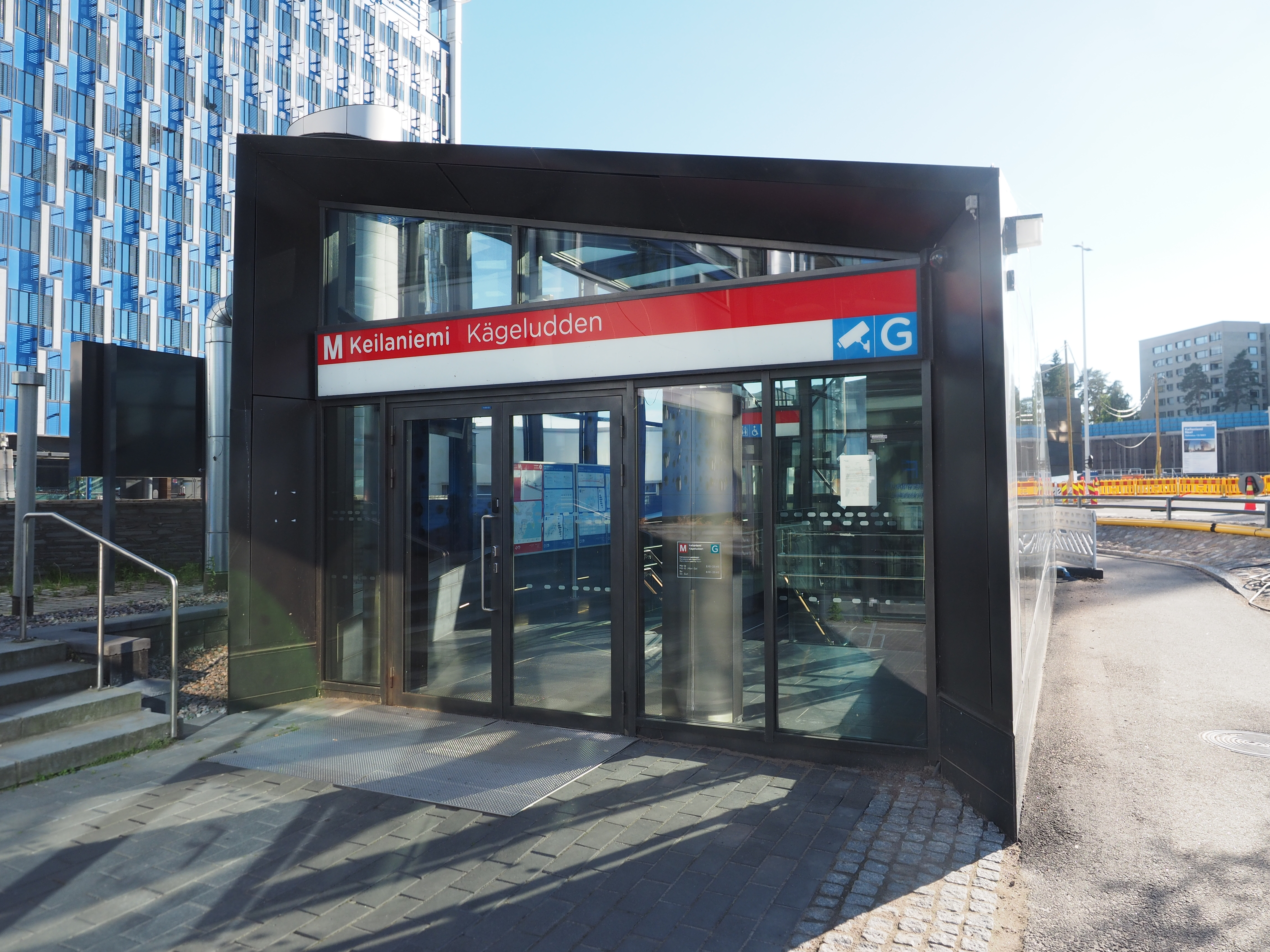
入口
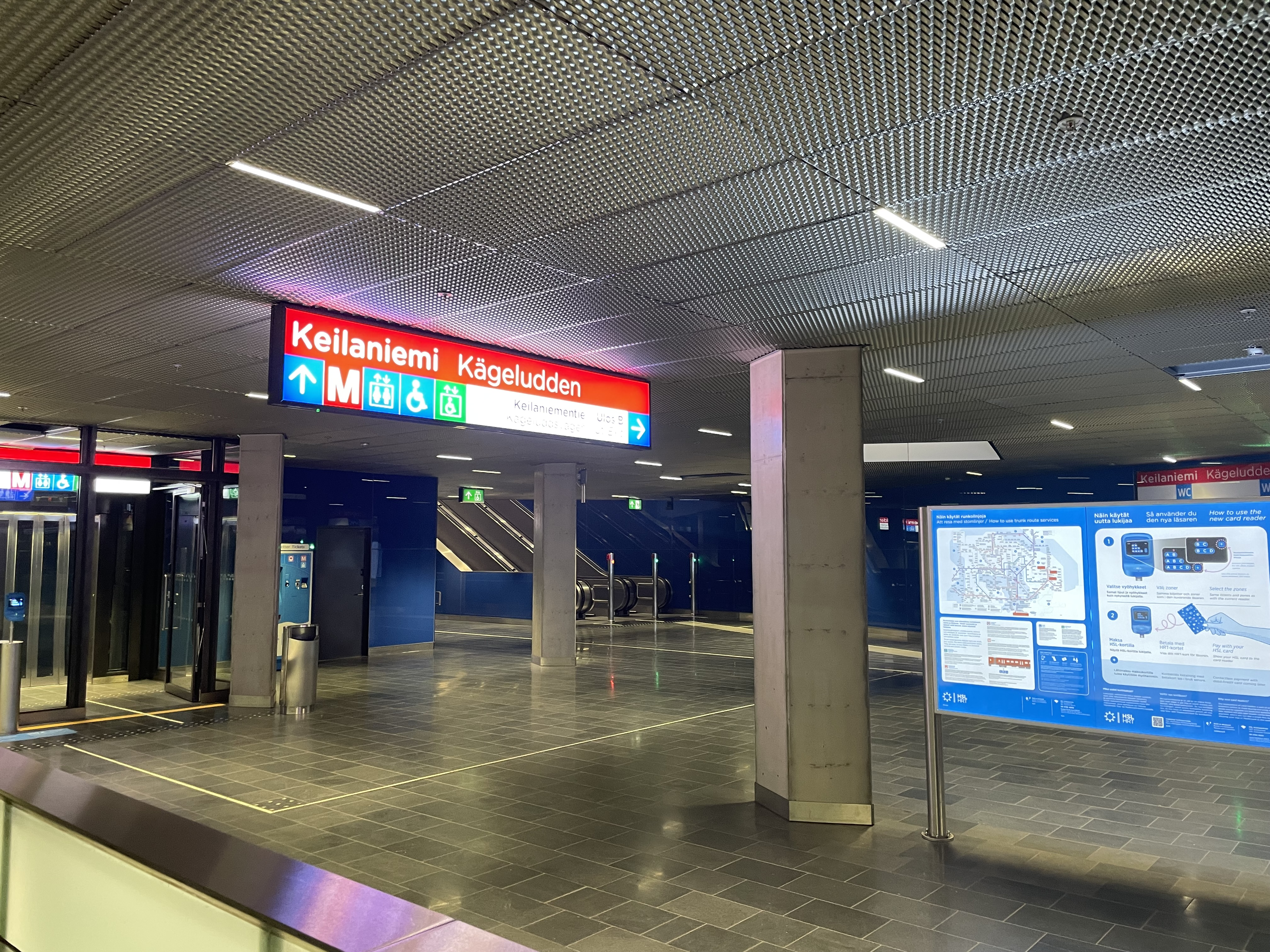
车站大厅